# Szuwar kosaćcowy
Zespół kosaćca żółtego, szuwar kosaćcowy (Iridetum pseudacori) – zespół roślinności szuwarowej budowany głównie przez kosaćca żółtego. Należy do związku Magnocaricion, choć ze względu na stosunkowo mały udział turzyc i podobieństwo do szuwarów wysokich początkowo umieszczany był w związku Phragmition.

## Charakterystyka
Szuwar zajmujący strefę przejściową między otwartą, płytką wodą a podmokłym lądem. Często porasta wysychające latem zbiorniki astatyczne. Siedlisko żyzne (eutroficzne). Podłoże mineralne muliste lub silnie zmineralizowane organiczne (torfowisko niskie). Odczyn wody i podłoża od lekko kwaśnego do lekko zasadowego.
W sukcesji ekologicznej zastępowane są przez turzycowiska i olsy.
Występowanie
W całej Polsce z wyjątkiem gór.
Charakterystyczna kombinacja gatunków
ChAss.: kosaciec żółty (Iris pseudacorus).
ChAll.: turzyca błotna (Carex acutiformis), turzyca tunikowa (Carex appropinquata), turzyca Buxbauma (Carex buxbaumii), turzyca dwustronna (Carex disticha), turzyca zaostrzona (Carex acuta), turzyca sztywna (Carex elata), turzyca prosowa (Carex paniculata), turzyca nibyciborowata (Carex pseudocyperus), turzyca brzegowa (Carex riparia), turzyca dzióbkowata (Carex rostrata), turzyca pęcherzykowata (Carex vesicaria), turzyca lisia (Carex vulpina), szalej jadowity (Cicuta virosa), kłoć wiechowata (Cladium mariscus), przytulia błotna (Galium palustre), kosaciec żółty (Iris pseudacorus), tojeść bukietowa (Lysimachia thyrsiflora), kropidło piszczałkowate (Oenanthe fistulosa), gorysz błotny (Peucedanum palustre), mozga trzcinowata (Phalaris arundinacea), wiechlina błotna (Poa palustris), jaskier wielki (Ranunculus lingua), tarczyca pospolita (Scutellaria galericulata).
ChCl.: żabieniec babka wodna (Alisma plantago-aquatica), ponikło błotne (Eleocharis palustris), skrzyp bagienny (Equisetum fluviatile), manna mielec (Glyceria maxima), trzcina pospolita (Phragmites australis), szczaw lancetowaty (Rumex hydrolapathum), oczeret Tabernemontana (Schoenoplectus tabernaemontani), marek szerokolistny (Sium latifolium), pałka szerokolistna (Typha latifolia).
Typowe gatunki
Charakterystyczna kombinacja gatunków zbiorowiska ma znaczenie dla diagnostyki syntaksonomicznej, jednak nie wszystkie składające się na nią gatunki występują często. Dominantem jest kosaciec żółty. Inne częściej występujące gatunki to: skrzyp bagienny, manna mielec, szczaw lancetowaty, żabieniec babka wodna, krwawnica pospolita, tojeść pospolita, spirodela wielokorzeniowa, rzęsa drobna.